# 장학엽
장학엽(張學燁, 1903년 7월 17일~1985년 4월 17일)은 대한민국의 교육 사회 운동가 겸 사업가로, 《진로그룹》이라는 체제를 첫 창업한 기업가이자, 사학법인재단 단체인이다. 직계 가족관계로는 아내와 사이에 3남 2녀(5남매 가운데 장남 장봉룡, 차남 장진호, 삼남 장준룡)가 있었다.
그는 주조업체 《구포양조회사》의 창업주 출신으로, 1967년 8월 2일 주류 주류 업체 경영 일선에서 물러난 후, 1972년 7월 14일부터 1985년 3월 25일까지 13년 동안 사립 학교법인 《우천학원》의 재단 이사장 등을 지냈다.
본관은 결성(結城)이고, 호(號)는 우천(友泉)이다. 1916년 3월, 《평남용강보통학교》를 졸업하였는데, 그 당시에 자신의 《용강보통학교》의 조선인 졸업 동기 동창으로는 훗날 《화신백화점》의 회장 등으로 활약한, 기업가 박흥식 등이 있었다. 1922년 3월, 평안남도 진남포고등상업학교를 졸업하였다. 이듬해 21세 때였던 1923년, 자신보다 네살 어린 당시 17세의 조선인 동료 이범이 등과 함께 일본 규슈 지역으로 건너갔으며, 그는 규슈에서 1년 동안 탄광(광산)의 인부로 생활 후, 1924년 22세 때 귀국하여, 다시 만학도로 학업을 이어나갔다. 결국 1928년 3월, 평안남도 진남포상공업학교 공업학과(전문학사)를 나왔다.
1929년 3월에서부터 이듬해 1930년 3월까지 평안남도 개천의 평남 개천보통학교 교원 등을 거쳐, 1930년 3월에서부터 1931년 3월까지는 황해도 곡산의 황해 곡산보통학교 교원 등으로 잠시 있다가 1931년 3월, 교원직을 두해만에 사퇴하고, 같은해 1931년 4월부터 평안남도 용강 향리에서는 주로 농업에만 전념타가 이듬해 1932년 5월에 평양으로 건너가서 같은 해(1932년)의 6월부터 평안남도 평양에서 주조 주류 판매업(평양 진천양조상회)을 하였다. 1945년 8월 15일, 평남 평양에서 광복(을유해방)을 맞았고, 5년 후 1950년 6월 25일 한국 전쟁 시기에는 1950년 10월 경남 창원을 거쳐, 1950년 12월 경남 부산으로 월남하였다.
1953년 7월 27일, 휴전 협정 조약(계사종전)이 체결되자 경남 부산을 떠나 서울에서 주조주류업 대표를 지냈으며, 그로부터 훗날 1967년 8월 2일(수요일)에, 주조 주류 판매업을 그만두며 주조 주류 관련 사업을 친동생인 장학섭 회장과 친조카 장익룡 회장한테 모두 넘겼다.
그는 이토록 기업가·육영재단인 겸 교육 사회 운동가 등의 분야를 모두 두루 섭렵하면서, 1972년 7월 14일(금요일)에 사학 재단 설립할때부터, 1985년 3월 25일(월요일)에 은퇴할때까지 《사립 서울우신중고등학교 사학법인 우천학원》의 재단 이사장 등을 지냈으며, 재단 이사장 직에서 물러난 뒤 1985년 4월 17일 수요일, 폐암으로 숨졌다. 유언에 따라 장학엽의 유산은 그의 아내가 서울·인천·경기 전역의 사회 복지 관련 기금으로 희사하였다.

## 참고 자료
- 네이버 뉴스 라이브러리
  - 경향신문. 1985.04.18 기사(사망). 眞露(진노)창업주 張學燁(장학엽)씨(82)
  - 매일경제. 1985.04.18 기사(사망). 眞露(진노)창업자 張學燁(장학엽)회장 별세 19일 會社葬(회사장)
  - 조선일보. 1985.04.18 기사(사망). 眞露(진노)창업주 張學燁(장학엽)씨 별세
  - 동아일보. 1987.07.10 기사(사망). 眞露(진노)창업주 張學燮(장학섭)씨
  - '장학엽 별세' 검색
  - '장학엽 별세 유족' 검색